# Resolutie 1310 Veiligheidsraad Verenigde Naties
Resolutie 1310 van de Veiligheidsraad van de Verenigde Naties werd unaniem aangenomen op 27 juli 2000. De resolutie verlengde de UNIFIL-vredesmacht in het zuiden van Libanon met een half jaar.

## Achtergrond
Na de Israëlische inval in Zuidelijk Libanon eind jaren 1970, stationeerden de Verenigde Naties de tijdelijke VN-macht UNIFIL in de streek. Die moest er de vrede handhaven totdat de Libanese overheid haar gezag opnieuw kon doen gelden.
In 1982 viel Israël Libanon opnieuw binnen voor een oorlog met de Palestijnse PLO. Midden 1985 begon Israël met terugtrekkingen uit het land, maar geregeld vonden nieuwe aanvallen en invasies plaats.

## Inhoud
De Veiligheidsraad:
- Herinnert aan de resoluties 425, 426, 501, 508, 509 en 520, alsook 1308.
- Herinnert ook aan de verklaringen over het werk van de VN in Libanon en vooral het besluit van secretaris-generaal Kofi Annan dat Israël zich sedert 16 juni, in overeenstemming met resolutie 425 uit 1978, volledig uit Libanon heeft teruggetrokken.
- Verwelkomt het rapport van de secretaris-generaal over UNIFIL met zijn waarnemingen en aanbevelingen.
- Benadrukt het tijdelijke karakter van UNIFIL.
- Herinnert aan het Verdrag inzake Veiligheid van VN- en Aanverwant Personeel uit 1994.
- Beantwoordt het verzoek van de Libanese overheid.

1. Steunt het plan om UNIFIL volledig in te zetten en zal functioneren in haar operatiezone, steunt de versterking van de Libanese aanwezigheid aldaar met extra troepen.
2. Besluit UNIFIL's mandaat met zes maanden te verlengen, tot 31 januari 2001.
3. Herhaalt zijn steun aan de territoriale integriteit, soevereiniteit en onafhankelijkheid van Libanon.
4. Verwelkomt dat Israël alle schendingen van de terugtrekkingslijn heeft opgeheven.
5. Roept de partijen op die lijn te respecteren.
6. Roept Libanon op zich opnieuw van zijn gezag in de regio te verzekeren.
7. Verwelkomt diens oprichting van controleposten.
8. Verwelkomt de afspraak om de hernieuwde inzet van UNIFIL te coördineren met Libanon en het Libanese leger.
9. Veroordeelt alle geweld tegen de macht.
10. Vraagt de secretaris-generaal de consultaties met de Libanese overheid en andere partijen over de uitvoering van deze resolutie voort te zetten en hierover te rapporteren.
11. Kijkt uit naar de voltooiing van UNIFIL's mandaat.
12. Verwelkomt de intentie van de secretaris-generaal om tegen 31 oktober een voortgangsrapport in te dienen.
13. Besluit de situatie tegen november te bekijken.
14. Benadrukt het belang van vrede in het Midden-Oosten.

## Verwante resoluties
- Resolutie 1288 Veiligheidsraad Verenigde Naties
- Resolutie 1300 Veiligheidsraad Verenigde Naties
- Resolutie 1322 Veiligheidsraad Verenigde Naties
- Resolutie 1328 Veiligheidsraad Verenigde Naties

Lijst ·  1285 ·  1286 ·  1287 ·  1288 ·  1289 ·  1290 ·  1291 ·  1292 ·  1293 ·  1294 ·  1295 ·  1296 ·  1297 ·  1298 ·  1299 ·  1300 ·  1301 ·  1302 ·  1303 ·  1304 ·  1305 ·  1306 ·  1307 ·  1308 ·  1309 ·  1310 ·  1311 ·  1312 ·  1313 ·  1314 ·  1315 ·  1316 ·  1317 ·  1318 ·  1319 ·  1320 ·  1321 ·  1322 ·  1323 ·  1324 ·  1325 ·  1326 ·  1327 ·  1328 ·  1329 ·  1330 ·  1331 ·  1332 ·  1333 ·  1334